# Horgești
Horgești est une commune roumaine située dans le județ de Bacău.

## Démographie
En 2021, la population était de 5 267 habitants.